# 无刺猪笼草
无刺猪笼草（学名：Nepenthes inermis）是苏门答腊特有的热带食虫植物。其种加词“inermis”来源于拉丁文，意为“无刺的”，指其完全缺乏唇的上位笼。

## 植物学史

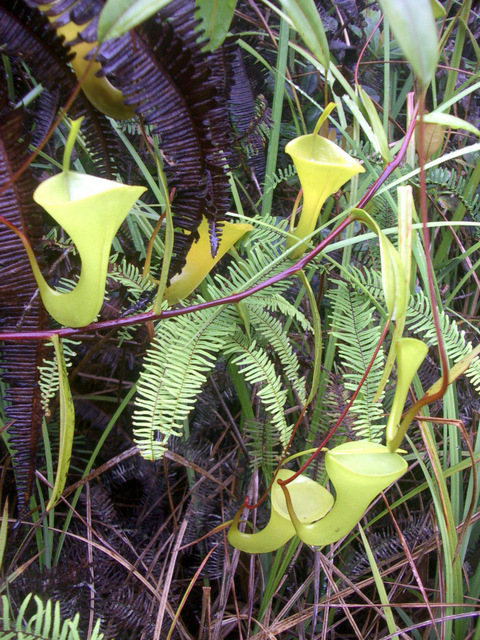
产于伯里拉山（Mount Belirang）的无刺猪笼草的上位笼

1918年9月7日，H·A·B·布尼梅亚（H. A. B. Bünnemeijer）在塔蓝山海拔2590米处首次采集到了无刺猪笼草。此外，1918年11月16日，布尼梅亚分别于甘柏山（Bukit Gombak）海拔2300米及2330米处采集了另两份标本。1920年4月26日，第四份标本采集于葛林芝火山海拔1800米处。最后，马修·杰布和马丁·奇克将编号为“Bünnemeijer 9695”的标本指定为无刺猪笼草的模式标本。
1927年出版的一期《热带自然》（De Tropische Natuur）首次提到了无刺猪笼草。一年以后，B·H·丹瑟在他的开创性著作《荷属东印度群岛的猪笼草科植物》中正式描述了无刺猪笼草。他写道：“这个新种与其他猪笼草的最大不同在于其捕虫笼无唇并且笼盖非常的窄。其可能与邦苏猪笼草之间存在着最为密切的近缘关系。”
布尼梅亚采集的好几份标本都以当地的俗名做标记，如“galoe-galoe antoe”和“kandjong baroek”。B·H·丹瑟认为这些词源是米南卡保语中对无刺猪笼草的称呼，但B·H·丹瑟并不清楚其具体的意思是什么。
1986年，堀田满和罗斯朱迪·塔明（Rusjdi Tamin）将疑惑猪笼草（N. dubia）和无刺猪笼草都归入了邦苏猪笼草（N. bongso）。1993年，M·加藤（M. Kato）和T·市野川（T. Itino）对猪笼草的猎物和共生生物进行研究后，也认为产自加笃山（Mount Gadut）的无刺猪笼草是邦苏猪笼草。尽管对于它们的分类很混乱，但实际上邦苏猪笼草和无刺猪笼草在形态上有着巨大的差别，并不容易将它们混淆。

## 形态特征
无刺猪笼草为藤本植物。茎可长达7米，直径可达5毫米，呈圆柱形至三棱柱形。节间距可长达10厘米。
无刺猪笼草的叶片革质，无柄，呈披针形至匙形，可长达12厘米，宽至3厘米。叶尖为急尖或钝尖，叶基渐狭至茎部，不下延。中脉的两侧各有3条纵脉。羽状脉明显。笼蔓可长达15厘米，偶尔形成笼蔓圈。
无刺猪笼草的下位笼很少出现。下位笼的下三分之二至四分之三为漏斗形，上部为卵形。唇下的笼身明显收缩。下位笼可高达8厘米，宽至3厘米。腹面的笼翼通常缩小消失，也可能出现于上半部。笼口为圆形且水平，基部略微拉长。唇为圆柱形，可宽达3毫米，具模糊的唇齿。笼盖为卵形，无附属物。笼盖基部的后方有一条不分叉的笼蔓尾，不长于4毫米。
无刺猪笼草的上位笼大于其下位笼，可高达9厘米，宽至5厘米。上位笼的下三分之二为管状至漏斗状，且左右笼壁向内收缩靠拢。与疑惑猪笼草成熟上位笼的笼壁类似，其上位笼下半部的间隙极窄。无刺猪笼草上位笼的上半部为宽漏斗形。笼翼缩小为隆起。笼口为圆形且水平，末端和基部略微拉长。上位笼的整个内表面覆满腺体，通常认为其无蜡质区，但也有来源称其只是蜡质区稀少。通常认为成熟的上位笼无唇，这是无刺猪笼草区别于其他猪笼草的特征，但也有来源描述到一个高84.45毫米的上位笼的唇宽为0.7毫米。唇内缘部分约占截面表面总长度的20%。笼盖较长，狭窄，为楔形。笼盖展开的角度不超过90°。
无刺猪笼草的花序为总状花序。总花梗可长达5厘米。花序轴可长达15厘米，雄性花序的花序轴短于雌性。花梗具小苞片，可长达8毫米。萼片为椭圆形至披针形，可长达3毫米。
植株发育中的部分，如发育中的捕虫笼，覆盖着茂密的毛被，但易脱落。植株成熟的部分几乎无毛。此外，雌蕊及花序其他的一些部分覆盖着不易脱落的毛被。
大部分植株的茎、花序和笼蔓都为特殊的紫红色。叶片为绿色，中脉常为红色的。捕虫笼为黄绿色。B·H·丹瑟描述其干燥标本的颜色为“所以的部分都为黑色”。

## 生态关系
无刺猪笼草是苏门答腊西部巴里桑山脈特有的热带食虫植物，具体存在于印度尼西亚西苏门答腊省和占碑省。无刺猪笼草分布于海拔1500米至2600米处。其通常作为一种附生植物生长于长满苔藓的森林中，偶尔也会陆生于海拔2000米以上的高地山区植被中。也曾发现于西苏门答腊省的加当山（Mount Gadang）。
无刺猪笼草的大部分种群分布于塔蓝山、加笃山（Mount Gadut）和伯里拉山（Mount Belirang）。无刺猪笼草在伯里拉山西部山坡的种群特别丰富，常陆生。
无刺猪笼草已被列入《2006年世界自然保护联盟濒危物种红色名录》中，保护状况为易危。

## 食虫性
无刺猪笼草会产生黏度极高的消化液。若将一个捕虫笼倾斜，溢出的消化液可拉成细丝，拉至几米长都不会断。捕虫笼的内表面覆盖了一层薄薄的消化液。这使得无刺猪笼草的捕虫笼既可以笼状的陷阱捕捉猎物，又可以粘性极大的捕虫笼内壁黏住过往的飞虫。这些黏稠的消化液还充当了润滑剂的作用，使得猎物可以顺利的落入捕虫笼底部。
虽然无刺猪笼草的上位笼常会在下暴雨时倾倒，使部分的消化液流失，但因为消化液的黏度极大，且捕虫笼的基部为狭缝状，使得大部分的消化液可以保留下来。雨停后，捕虫笼会立刻恢复到原来的位置。疑惑猪笼草（N. dubia）等猪笼草也会产生黏稠消化液，并具有类似的捕虫方法。
无刺猪笼草的捕虫笼捕捉的大部分为飞行类昆虫，如长角亚目（Nematocera）和短角亚目（Brachycera）昆虫。但其中不包括与之共生的生物。
有学者认为，无刺猪笼草的笼盖分泌的蜜液含有麻醉类物质，使得取食的昆虫迷失方向后落入捕虫笼中。

## 相关物种

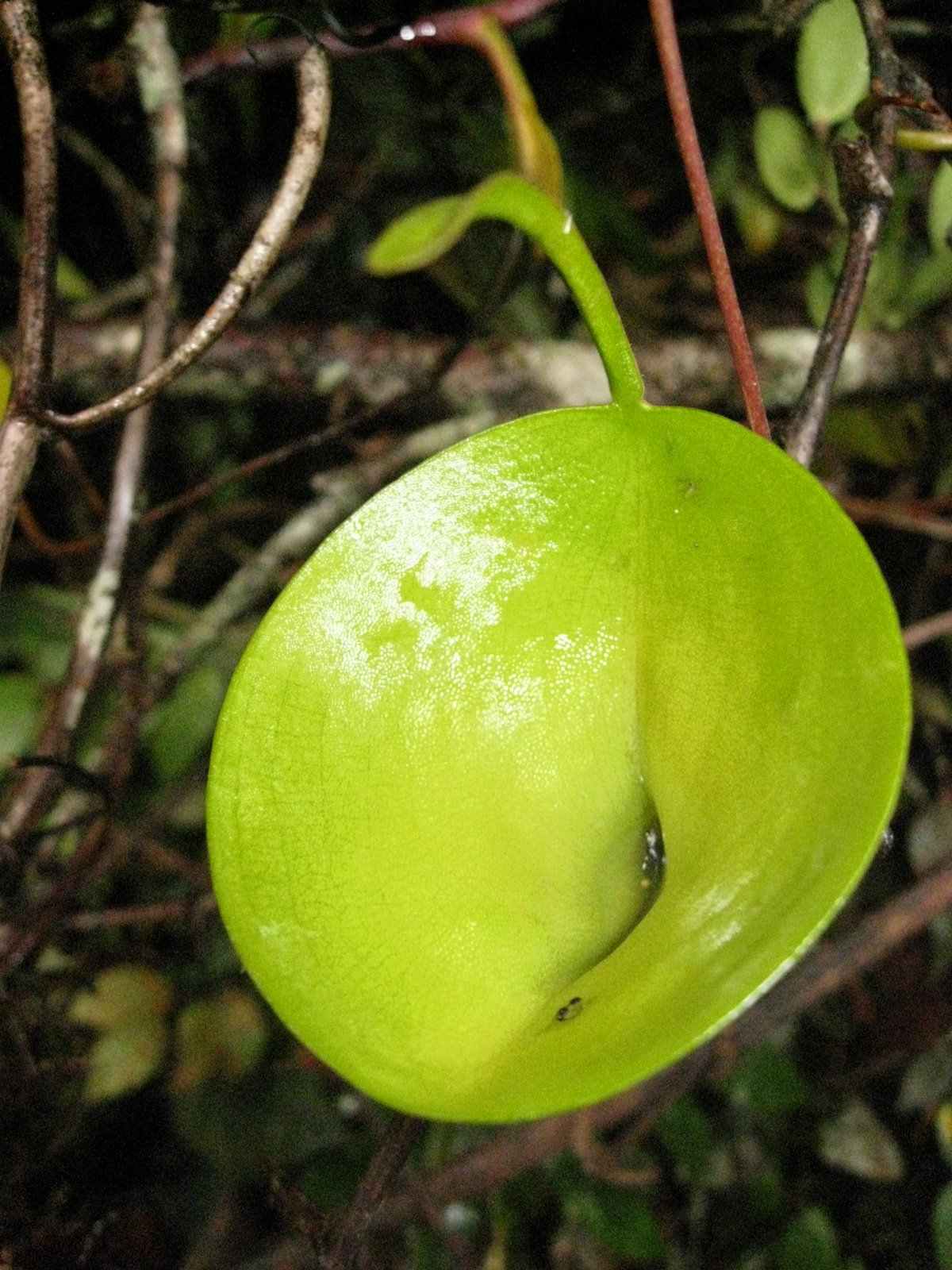
无刺猪笼草的笼口。其是猪笼草属中唯一一个完全缺乏唇的物种

无刺猪笼草与其他产于苏门答腊的猪笼草之间存在着近缘关系，如疑惑猪笼草、杏黄猪笼草（N. flava）、贾桂琳猪笼草（N. jacquelineae）、马桶猪笼草（N. jamban）、塔蓝山猪笼草（N. talangensis）和细猪笼草（N. tenuis）。这些猪笼草的共同特点在于，它们的上位笼都为漏斗形且其消化液黏度极大。
无刺猪笼草被认为与疑惑猪笼草之间存在着最密切的亲缘关系。但它们依然很容易区分，疑惑猪笼草的上位笼存在唇，而无刺猪笼草缺失。此外，无刺猪笼草捕虫笼一般为绿色，而疑惑猪笼草捕虫笼的颜色一般为黄色至橙色。
2001年，查尔斯·克拉克对来自苏门答腊和西马来西亚的猪笼草进行了分支系统学分析，共利用了70个形态特征。以下为猪笼草进化树的“第1分支”，其相关性达51%。其中，无刺猪笼草与疑惑猪笼草的相关性达95%。
|  | 细猪笼草 |
|  |          |

| 95% | \| \| 疑惑猪笼草 \| \| \| \| \| \| 无刺猪笼草 \| \| \| \| |
|     | \| \| 疑惑猪笼草 \| \| \| \| \| \| 无刺猪笼草 \| \| \| \| |
|     | 疑惑猪笼草                                                |
|     |                                                           |
|     | 无刺猪笼草                                                |
|     |                                                           |

|  | 疑惑猪笼草 |
|  |            |
|  | 无刺猪笼草 |
|  |            |

|  | 细猪笼草 |
|  |          |

| 95% | \| \| 疑惑猪笼草 \| \| \| \| \| \| 无刺猪笼草 \| \| \| \| |
|     | \| \| 疑惑猪笼草 \| \| \| \| \| \| 无刺猪笼草 \| \| \| \| |
|     | 疑惑猪笼草                                                |
|     |                                                           |
|     | 无刺猪笼草                                                |
|     |                                                           |

|  | 疑惑猪笼草 |
|  |            |
|  | 无刺猪笼草 |
|  |            |

|  | 细猪笼草 |
|  |          |

| 95% | \| \| 疑惑猪笼草 \| \| \| \| \| \| 无刺猪笼草 \| \| \| \| |
|     | \| \| 疑惑猪笼草 \| \| \| \| \| \| 无刺猪笼草 \| \| \| \| |
|     | 疑惑猪笼草                                                |
|     |                                                           |
|     | 无刺猪笼草                                                |
|     |                                                           |

|  | 疑惑猪笼草 |
|  |            |
|  | 无刺猪笼草 |
|  |            |

|  | 细猪笼草 |
|  |          |

| 95% | \| \| 疑惑猪笼草 \| \| \| \| \| \| 无刺猪笼草 \| \| \| \| |
|     | \| \| 疑惑猪笼草 \| \| \| \| \| \| 无刺猪笼草 \| \| \| \| |
|     | 疑惑猪笼草                                                |
|     |                                                           |
|     | 无刺猪笼草                                                |
|     |                                                           |

|  | 疑惑猪笼草 |
|  |            |
|  | 无刺猪笼草 |
|  |            |

|  | 细猪笼草 |
|  |          |

| 95% | \| \| 疑惑猪笼草 \| \| \| \| \| \| 无刺猪笼草 \| \| \| \| |
|     | \| \| 疑惑猪笼草 \| \| \| \| \| \| 无刺猪笼草 \| \| \| \| |
|     | 疑惑猪笼草                                                |
|     |                                                           |
|     | 无刺猪笼草                                                |
|     |                                                           |

|  | 疑惑猪笼草 |
|  |            |
|  | 无刺猪笼草 |
|  |            |

|  | 细猪笼草 |
|  |          |

| 95% | \| \| 疑惑猪笼草 \| \| \| \| \| \| 无刺猪笼草 \| \| \| \| |
|     | \| \| 疑惑猪笼草 \| \| \| \| \| \| 无刺猪笼草 \| \| \| \| |
|     | 疑惑猪笼草                                                |
|     |                                                           |
|     | 无刺猪笼草                                                |
|     |                                                           |

|  | 疑惑猪笼草 |
|  |            |
|  | 无刺猪笼草 |
|  |            |

|  | 细猪笼草 |
|  |          |

| 95% | \| \| 疑惑猪笼草 \| \| \| \| \| \| 无刺猪笼草 \| \| \| \| |
|     | \| \| 疑惑猪笼草 \| \| \| \| \| \| 无刺猪笼草 \| \| \| \| |
|     | 疑惑猪笼草                                                |
|     |                                                           |
|     | 无刺猪笼草                                                |
|     |                                                           |

|  | 疑惑猪笼草 |
|  |            |
|  | 无刺猪笼草 |
|  |            |

|  | 细猪笼草 |
|  |          |

| 95% | \| \| 疑惑猪笼草 \| \| \| \| \| \| 无刺猪笼草 \| \| \| \| |
|     | \| \| 疑惑猪笼草 \| \| \| \| \| \| 无刺猪笼草 \| \| \| \| |
|     | 疑惑猪笼草                                                |
|     |                                                           |
|     | 无刺猪笼草                                                |
|     |                                                           |

|  | 疑惑猪笼草 |
|  |            |
|  | 无刺猪笼草 |
|  |            |

植物学家仓田重夫在他对风铃猪笼草（N. campanulata）的描述中，认为其与无刺猪笼草之间存在着密切的近缘关系。但是其他的分类学家并不赞同这个观点。他们认为虽然这两个物种无论是在体型还是捕虫笼的形态上都很类似，但其分布地之间的距离太过于遥远，并且其原生地类型也不同；风铃猪笼草只分布于低地石灰岩基质地区，而无刺猪笼草作为一种附生植物存在于海拔1500米至2600米的地区。

## 自然杂交种

### 梨形猪笼草

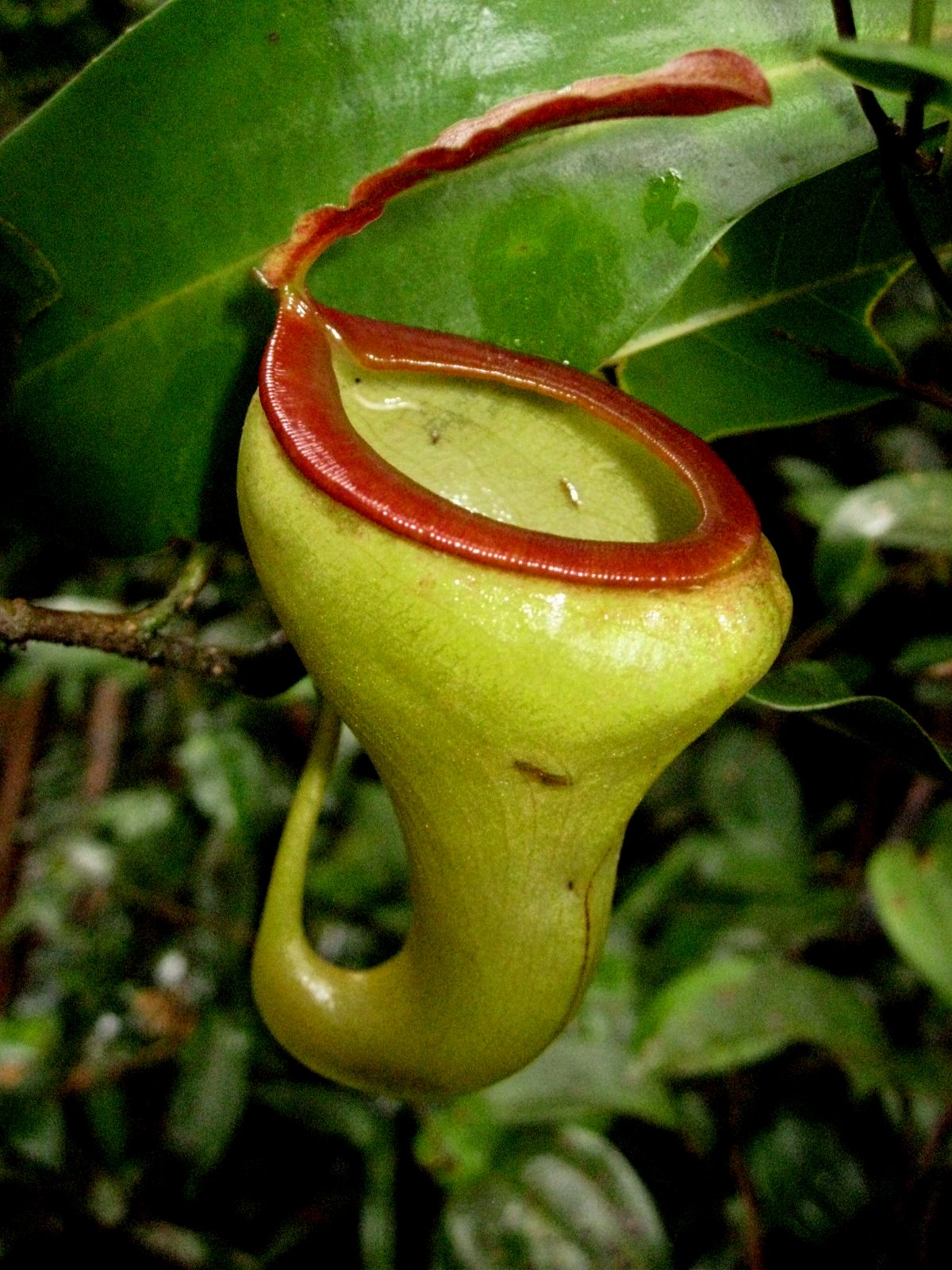
梨形猪笼草的上位笼

无刺猪笼草与塔蓝山猪笼草（N. talangensis）在塔蓝山顶峰山脊同域分布，该处存在着无刺猪笼草与塔蓝山猪笼草的自然杂交种。1994年，塔蓝山猪笼草才被描述为一个独立的物种。在此之前，其被归入邦苏猪笼草或邦苏猪笼草与无刺猪笼草的自然杂交种（N. bongso × N. inermis）中。
过去无刺猪笼草与塔蓝山猪笼草的自然杂交种的分类一直较为混乱。仓田重夫在其1973年发表的文章《婆罗洲、新加坡和苏门答腊的猪笼草》中，将这个自然杂交种归入了疑惑猪笼草中。
1997年，马修·杰布和马丁·奇克在其发表的专著《猪笼草属（猪笼草科）的框架性修订》中，提到了产自塔蓝山编号为“Kurata s.n. SING”的疑惑猪笼草标本。之后，查尔斯·克拉克将其确认为无刺猪笼草与塔蓝山猪笼草的自然杂交种。
这个自然杂交种与疑惑猪笼草很相似。它的特点是其笼盖较宽且展开的角度不会超过90°，捕虫笼下部的左右笼壁不向内紧缩。此外，这个自然杂交种的笼口倾斜。
2001年，仓田重夫将这个自然杂交种描述为一个新的物种——梨形猪笼草（N. pyriformis）。但查尔斯·克拉克在同年出版的专著《苏门答腊岛与西马来西亚的猪笼草》中摒弃了这个观点。查尔斯·克拉克发现其梨形猪笼草编号为“Kurata & Mikil 4230 NDC”的模式标本在许多方面和无刺猪笼草与塔蓝山猪笼草的自然杂交种都十分的相似。

### 其他自然杂交种
此外，还发现了无刺猪笼草与欣佳浪山猪笼草（N. singalana）和匙叶猪笼草（N. spathulata）的自然杂交种。

## 扩展阅读
- 食虫植物照片搜寻引擎中无刺猪笼草的照片 （页面存档备份，存于）

 维基共享资源上的相關多媒體資源：无刺猪笼草
 維基物種上的相關：无刺猪笼草